# Sot de Chera
Sot de Chera – gmina w Hiszpanii, w prowincji Walencja, we wspólnocie autonomicznej Walencja, o powierzchni 38,75 km². W 2011 roku liczyła 405 mieszkańców.